# Gemeentehuis van Hardenberg
Het gemeentehuis van Hardenberg, gelegen in de Nederlandse provincie Overijssel, is een opvallend gebouw dat dient als het administratieve centrum van de gemeente.
Het ontwerp van het gemeentehuis van Hardenberg is het resultaat van een samenwerking tussen Buro Mien Ruys en de Architekten Cie. Buro Mien Ruys, een landschapsarchitectuurbureau, heeft het ontwerp voor het park rondom het gemeentehuis gemaakt. De Architekten Cie, een internationaal opererend architectenbureau gevestigd in Amsterdam, is verantwoordelijk voor het ontwerp van het gemeentehuis zelf.
Het ontwerp van het gemeentehuis is geïnspireerd door de natuurlijke omgeving van Hardenberg. Het gebouw heeft een organische vorm en is bedekt met goudkleurige panelen die de kleur van het lokale zand weerspiegelen. De gemeenteraad ging in 2009 akkoord met het beschikbaar stellen van een budget van het te bouwen gemeentehuis. De bouw van het gemeentehuis begon in 2010 en werd voltooid in 2012. In 2017 onderging het gemeentehuis een verbouwing om extra ruimte te creëren voor de afdeling Maatschappelijk Domein. De verbouwing omvatte de toevoeging van extra vergaderruimten en verbeteringen aan het binnenklimaat en de akoestiek in de werkruimten. Deze verbouwing was ook bedoeld om ruimte te maken voor ambtenaren van de gemeente Ommen.
Het ontwerp van het gemeentehuis heeft zowel kritiek als lof ontvangen. Het gebouw werd in 2016 door het publiek uitgeroepen tot het lelijkste gebouw van Nederland. Desondanks heeft het gebouw ook erkenning gekregen voor zijn innovatieve en duurzame ontwerp.